# Hermann Wilker
Hermann Wilker (Flomersheim, 24 juli 1874 – Königsbach an der Weinstraße, 28 december 1941) was een Duits roeier.
Wilker won in 1900 de bronzen medaille in de vier met stuurman tijdens de Olympische Zomerspelen 1900. De wedstrijden in de vier-met-stuurman werden ontsierd door protesten als oplossing werden er twee finales geroeid, de beide finales worden door het IOC als zodanig erkend.
Wilker won de olympische gouden medaille in de vier-met-stuurman tijdens de spelen van Stockholm.
Tijdens de Olympische Zomerspelen 1936 in Berlijn was Wilker scheidsrechter bij het roeien.

## Resultaten
- Olympische Zomerspelen 1900 in Parijs  in de vier-met-stuurman
- Olympische Zomerspelen 1912 in Stockholm  in de vier-met-stuurman

1900: Henri Bouckaert & Jean Cau & Émile Delchambre & Henri Hazebrouck & Charlot / Gustav Goßler & Oskar Goßler & Walter Katzenstein & Waldemar Tietgens & Carl Goßler  ·
1912: Albert Arnheiter & Hermann Wilker  & Otto Fickeisen & Rudolf Fickeisen & Otto Maier·
1920: Willy Brüderlin & Max Rudolf & Paul Rudolf & Hans Walter & Paul Staub · 
1924: Émile Albrecht & Alfred Probst & Eugen Sigg & Hans Walter & Émile Lachapelle ·
1928: Valerio Perentin & Giliante D'Este & Nicolò Vittori & Giovanni Delise & Renato Petronio ·
1932: Hans Eller & Horst Hoeck & Walter Meyer & Joachim Spremberg & Carlheinz Neumann ·
1936: Hans Maier & Walter Volle & Ernst Gaber & Paul Söllner & Fritz Bauer·
1948: Warren Westlund & Gordon Giovanelli & Robert Martin & Robert Will & Allen Morgan ·
1952: Karel Mejta & Jiří Havlis & Jan Jindra & Stanislav Lusk & Miroslav Koranda ·
1956: Alberto Winkler & Romano Sgheiz & Angelo Vanzin & Franco Trincavelli & Ivo Stefanoni ·
1960: Gerd Cintl & Horst Effertz & Klaus Riekemann & Jürgen Litz & Michael Obst·
1964: Peter Neusel & Bernhard Britting & Joachim Werner & Egbert Hirschfelder & Jürgen Oelke ·
1968: Dick Joyce & Ross Collinge & Dudley Storey & Warren Cole & Simon Dickie ·
1972: Peter Berger & Hans-Johann Färber & Gerhard Auer & Alois Bierl & Uwe Benter ·
1976: Vladimir Jesjinov & Nikolai Ivanov & Michail Koeznetsov & Aleksandr Klepikov & Aleksandr Loekjanov ·
1980: Dieter Wendisch & Ullrich Dießner & Walter Dießner & Gottfried Döhn & Andreas Gregor ·
1984: Martin Cross & Richard Budgett & Andy Holmes & Steve Redgrave & Adrian Ellison·
1988: Bernd Niesecke & Karsten Schmeling & Bernd Eichwurzel & Frank Klawonn & Hendrik Reiher ·
1992: Iulică Ruican & Viorel Talapan & Dimitrie Popescu & Nicolae Țaga & Dumitru Răducanu
- Bibliothèque nationale de France: cb16978765f (data)
- Gemeinsame Normdatei: 116306095X
- International Standard Name Identifier: 0000 0004 5123 6865
- Virtual International Authority File: 316875033
- WorldCat: E39PBJwX8GCck8RBRg7Rtkg9Xd